# Heterorachis amplior
Heterorachis amplior là một loài bướm đêm trong họ Geometridae.